# Tegame (nuragica)

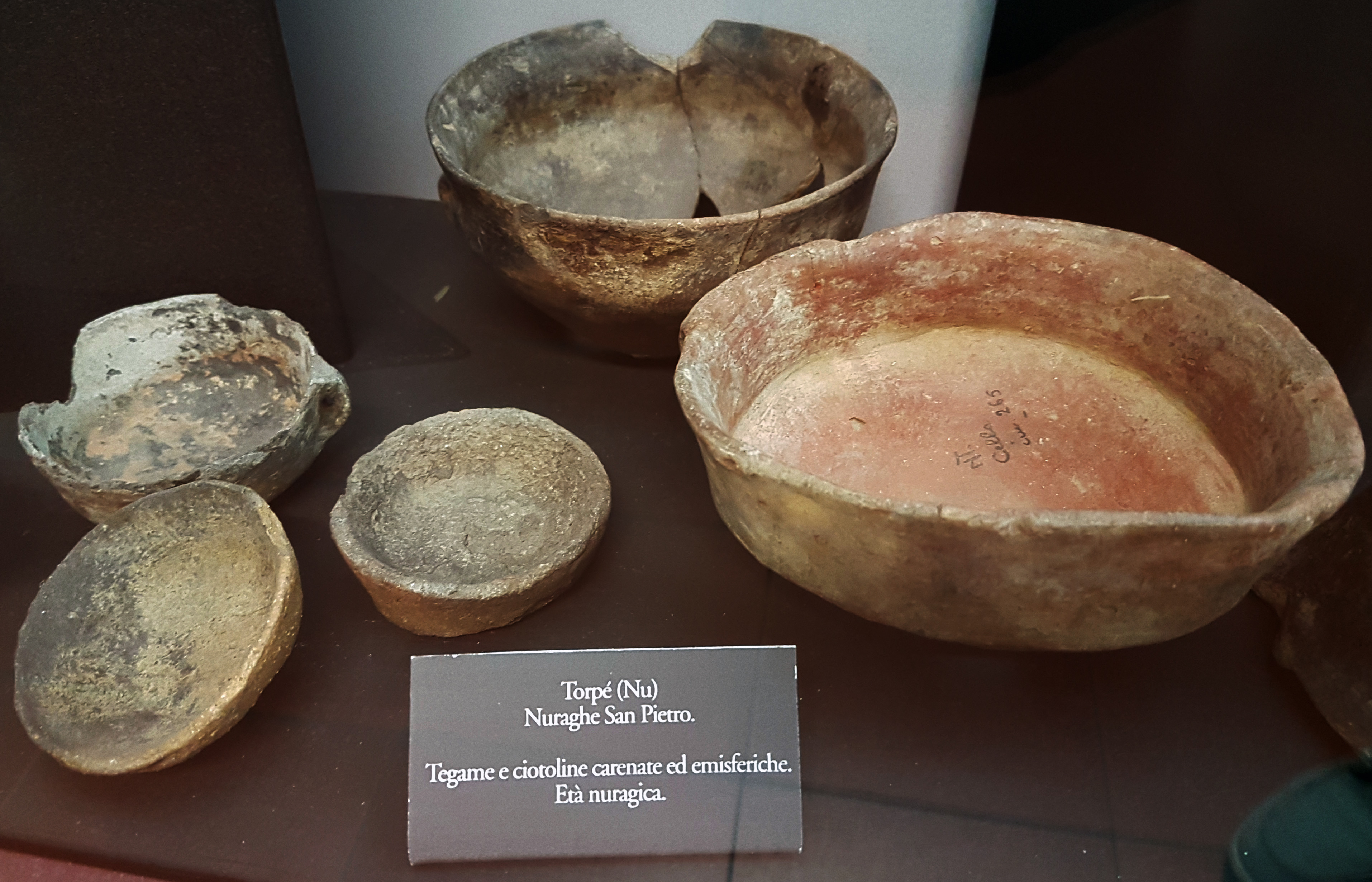
Tegami aus der Nuraghe San Pietro

Die Tegame (italienisch Pfanne) ist ein pfannenartiger Keramikbehälter aus der Zeit der Nuraghenkultur, der zum Garen von Lebensmitteln verwendet wurde. Seine Verbreitung deckt eine chronologische Spanne von der Bronzezeit (ab 1800–1600 v. Chr.) bis zur Eisenzeit (900–510 v. Chr.) ab. Die Tegami wurden mehrheitlich in Nuraghen gefunden, wo sie die Hälfte der Keramik bilden können. Sie haben eine offene niedrige Form, variable Abmessungen, einen breiten Boden, mit einem Sockel oder Griff an der Wand, der manchmal mit komplexen Motiven verziert ist.
Bemerkenswert ist eines der im Gigantengrab S’Ena ’e Thomes bei Dorgali gefundenen Fragmente der Pfanne, das durch konvexe Wände und einen wenig ausgeprägten flachen Boden gekennzeichnet ist. Es hat eine gerundete Kante, an der Außenseite merklich geneigte Wände und einen von der Wand zum Boden verlaufenden gerippten Bandgriff. Die Oberfläche ist glatt, braun gefärbt.